# Briareidae
Briareidae es una familia de corales marinos que pertenecen al suborden Scleraxonia, del orden Alcyonacea, dentro de la clase Anthozoa. 
Enmarcados comúnmente entre los corales blandos, ya que carecen de esqueleto, como los corales duros del orden Scleractinia, por lo que no son corales hermatípicos. Forman colonias de pólipos, unidos por una masa carnosa de cenénquima, o tejido común generado por ellos. Para darle consistencia, al carecer de esqueleto, su tejido contiene espículas de calcita
La familia  comprende 3 géneros y, aproximadamente, 10 especies en las que la médula contiene escleritos no fusionados, y no está separada del córtex por un anillo de canales. La familia no ha sido objeto de un análisis filogenético.

## Géneros
El Registro Mundial de Especies Marinas reconoce los siguientes géneros:
- Briareum. Blainville, 1834
- Lignopsis. Perez & Zamponi, 2000
- Pseudosuberia. Kükenthal, 1919